# 1994 في جنوب إفريقيا
فيما يلي قوائم الأحداث التي وقعت خلال عام 1994 في جنوب أفريقيا.

## أحداث
- 26 أبريل – الانتخابات العامة في جنوب أفريقيا 1994

## سياسة

### تعيين في المنصب
- 1 يناير – ويني ماديكيزيلا مانديلا السيدة الأولى لجنوب أفريقيا [الإنجليزية]‏.
- 10 مايو – نيلسون مانديلا رئيس جنوب أفريقيا.

### انتهاء فترة المنصب
- 10 مايو – فريديريك ويليم دي كليرك رئيس الدولة في جنوب أفريقيا.

## كتب
من الكتب التي صدرت هذه السنة في جنوب أفريقيا:
- 1 يناير – طريق طويل إلى الحرية من تأليف نيلسون مانديلا.

## وفيات

### يوليو
- 23 يوليو – لينوكس سيبي (مواليد 1926) سياسي جنوب أفريقي.
- 27 يوليو – كيفين كارتر (مواليد 1960)